# Let's Twist Again
Singles de Chubby Checker
The Mess Around
(1961) The Fly
(1961)
Let's Twist Again est une chanson écrite par Kal Mann (en) (texte) et Dave Appell (en) (musique), dont la version originale chantée par Chubby Checker est sortie en juin 1961. Au mois d'août suivant elle arrive en 8e position au Billboard Hot 100 américain. Elle a été classée no 2 au Royaume-Uni par le NME et a même été en tête des ventes de disques dans plusieurs pays européens. 
Cette chanson twist remporte en 1962 le Grammy Award du meilleur enregistrement rock 'n' roll de l'année 1961.
Son titre fait référence à la reprise du morceau The Twist que Chubby Checker avait sortie l'année précédente.

## Reprises et adaptations
Singles de Johnny Hallyday
Il faut saisir sa chance
(1961) Wap dou wap
(1961)
Chubby Checker a interprété lui-même des versions en allemand et en italien, respectivement intitulées Der Twist beginnt et Balliamo il twist.
À peine vérifié le succès international de la chanson, une adaptation française est écrite par Georges Gosset sous le titre Viens danser le twist. Elle est interprétée notamment par Les Chats sauvages, Nancy Holloway, et surtout Johnny Hallyday, qui la chante en enchaînant à sa suite la version en anglais sur un EP extrait du 33 tours 25 cm Viens danser le twist et de l'album Salut les copains, publiés en 1961. Richard Anthony, de son côté, publie une reprise en anglais.
Le futur guitariste Louis Bertignac avait écouté en boucle la face B du 45 tours de Johnny Hallyday, la version anglaise de sa reprise. Après cela, Louis arrêtera d'écouter Johnny Hallyday pour écouter la version originale de Chubby Checker et de s'intéresser au rock anglo-américain en pleine progression.

## Suites dans la culture populaire
Ce morceau a plus que tout autre dicté les canons du style twist (au point que ses auteurs se sont plagiés eux-mêmes lorsqu'il lui ont donné l'année suivante un follow-up avec Dancin' Party, également chanté par Chubby Checker). Elle reste connotée à l'irruption du rock 'n' roll dans la culture de masse et aux débuts insouciants des années 1960. D'où l'oxymore humoristique contenu dans le titre du film Twist again à Moscou (1986) de Jean-Marie Poiré, comédie burlesque évoquant (notamment) la difficulté à faire du rock dans la Russie communiste de l'ère soviétique.
La version originale de Chubby Checker figure dans la bande sonore du film américain La Couleur des sentiments (The Help, de Tate Taylor), sorti en 2011.